# Canton d'Alençon-3
Le canton d'Alençon-3 est une ancienne division administrative française du département de l'Orne et de la région Basse-Normandie.

## Géographie
Ce canton était organisé autour d'Alençon dans l'arrondissement d'Alençon. Son altitude variait de 127 m (Alençon) à 345 m (Radon) pour une altitude moyenne de 176 m.

## Représentation

### Conseillers généraux d'Alençon-3 de 1982 à 2015
| Période | Période          | Identité          | Étiquette | Qualité |
| ------- | ---------------- | ----------------- | --------- | --- |
| 1982    | 1985             | Pierre Mauger     | PS        | Enseignant, conseiller pédagogique, maire du Sap (1965-1971), d'Alençon (1977-1989), président du district de l'Agglomération alençonnaise                      |
| 1985    | 1992 (démission) | Alain Lambert     | UDF       | Notaire, maire d'Alençon (1989-2002), sénateur (1992-2002 et 2004-2010), ministre (2002-2004)                                                                   |
| 1992    | 1998             | Roger Charuel     | DVD       | Adjoint au maire d'Alençon |
| 1998    | 2004             | Hervé Olezac      | PS        | Professeur d'allemand puis principal de collège, conseiller municipal d'Alençon                                                                                 |
| 2004    | 2009 (démission) | Alain Lambert     | UMP       | Président du conseil général (2007-2017), sénateur, conseiller municipal de Saint-Céneri-le-Gérei, élu en 2009 dans le canton de Putanges-Pont-Écrepin          |
| 2009    | 2015             | Jean-Claude Pavis | PS        | Retraité de l'Éducation nationale, maire adjoint d'Alençon, ancien conseiller général du canton d'Alençon-2 (1988-2001), élu en 2015 dans le canton d'Alençon-1 |

Le canton participe à l'élection du député de la première circonscription de l'Orne.

### Conseillers généraux de l'ancien canton d'Alençon-Est de 1833 à 1982
| Période                                  | Période      | Identité                     | Étiquette           | Qualité |
| ---------------------------------------- | ------------ | ---------------------------- | ------------------- | --- |
| 1833                                     | 1858 (décès) | Baron Jacques Mercier        | Majorité dynastique | Manufacturier en toiles et dentelles, député (1815, 1827-1834, 1837-1848 et 1852-1858), maire d'Alençon (1808-1815)                    |
| 1858                                     | 1868 (décès) | Baron Louis Leguay           |                     | Propriétaire |
| 1868                                     | 1874         | Charles Lherminier           | Républicain         | Avocat, député (1871-1876) |
| 1874                                     | 1880         | Eugène Lecointre             | Droite              | Historien, maire d'Alençon (1868-1871)                                                                                                 |
| 1880                                     | 1896 (décès) | Charles Lherminier           | Républicain         | Avocat, député (1871-1876) |
| 1897                                     | 1916 (décès) | François Leguernay           | Républicain         | Négociant à Alençon, conseiller d'arrondissement                                                                                       |
| 1916                                     | 1919         | siège vacant                 |                     | |
| 1919                                     | 1921 (décès) | Alfred Leturc                |                     | Propriétaire à Alençon |
| 1921                                     | 1934         | Arthur Esnault               | RG                  | Propriétaire, maire d'Alençon |
| 1934                                     | 1940         | Léopold Bailleul (1880-1953) | URD                 | Médecin, maire d'Alençon (1932-1935), conseiller d'arrondissement, nommé membre de la commission administrative départementale en 1941 |
|                                          |              |                              |                     | |
| 1943                                     | 1945         | Fernand Grisard              |                     | Directeur de l'imprimerie alençonaise, adjoint au maire d'Alençon, nommé conseiller départemental en 1943                              |
|                                          |              |                              |                     | |
| 1945                                     | 1949         | Albert Terrier (né en 1882)  | UDSR                | Exploitant forestier, propriétaire d'une scierie à Courteille, ancien résistant                                                        |
| 1955                                     | 1961         | Marcel Hébert                | RS                  | Ingénieur, garagiste, maire d'Alençon (1947-1959)                                                                                      |
| 1961                                     | 1967         | Hubert Mutricy               | SE                  | Chirurgien à l'hôpital, maire d'Alençon (1959-1965)                                                                                    |
| 1967                                     | 1979         | Jean Cren (1910-1987)        | DVD                 | Juriste, conservateur des hypothèques, maire d'Alençon (1965-1977)                                                                     |
| 1979                                     | 1982         | Pierre Mauger                | PS                  | Enseignant, maire d'Alençon depuis 1977                                                                                                |
| Les données manquantes sont à compléter. |              |                              |                     | |

### Conseillers d'arrondissement d'Alençon-Est (de 1833 à 1940)
Le canton d'Alençon-Est avait deux conseillers d'arrondissement.
| Période                                  | Période          | Identité                                   | Étiquette               | Qualité |
| ---------------------------------------- | ---------------- | ------------------------------------------ | ----------------------- | --- |
| 1833                                     | 1845             | Jean Nicolas Lindet-Dupont (1785-1848)     |                         | Négociant à Alençon, adjoint au maire de Saint-Léger-sur-Sarthe                                             |
| 1833                                     | 1836             | Guillaume Marie Millet                     |                         | Président du tribunal de commerce d'Alençon                                                                 |
| 1836                                     | 1839             | M. Cavalico                                |                         | Maréchal de camp en retraite                                                                                |
| 1839                                     | 1848             | Antoine-Frédéric Pihan (1788-1876)         |                         | Ancien capitaine, propriétaire à Alençon                                                                    |
| 1845                                     | 1849 (décès)     | Louis Chambay (1771-1849)                  |                         | Fabricant de toiles, maire d'Alençon (1837-1843 et 1848)                                                    |
|                                          |                  |                                            |                         | |
| av.1868                                  |                  | Louis-Amand Saillant                       |                         | Blanchisseur, propriétaire à Courteilles                                                                    |
| av.1868                                  |                  | Désiré Lesage                              |                         | Maire de Valframbert                                                                                        |
|                                          |                  |                                            |                         | |
|                                          | 1897 (démission) | François Leguernay                         | Républicain             | Négociant à Alençon                                                                                         |
|                                          |                  |                                            |                         | |
| 18..                                     | 1904 (décès)     | Pierre Romet (1819-1904)                   | Républicain             | Fondateur des magasins du Gagne-petit à Alençon, président du conseil d'arrondissement                      |
| 1901                                     |                  | César-Prosper Aveline (1840-1927)          |                         | Avoué, maire d'Alençon (1904-1919)                                                                          |
| 1901                                     |                  | Charles Romet (1867-1936, fils de P.Romet) |                         | Négociant à Alençon, propriétaire des magasins Gagne-petit                                                  |
|                                          |                  |                                            |                         | |
| 1919                                     | 1931             | Jean-Baptiste Vittoz                       | Cartel des gauches-Rad. | Vétérinaire, conseiller municipal d'Alençon                                                                 |
| 1919                                     | 1925             | Louis-Désiré Vignard                       |                         | Constructeur de machines agricoles, maire de Vingt-Hanaps                                                   |
| 1925                                     | 1931             | Athanase Thibault                          | Radical                 | Propriétaire à Alençon                                                                                      |
| 1931                                     | 1940             | Georges-Désiré Rossignol                   | URD                     | Propriétaire, maire de Forges                                                                               |
| 1931                                     | 1934             | Léopold Bailleul                           | URD                     | Médecin à Alençon                                                                                           |
| 1934                                     | 1937             | François Duval                             | Radical                 | Instituteur honoraire, maire de Valframbert                                                                 |
| 1937                                     | 1940             | Théodore Billard                           | URD                     | Président de l'union industrielle et commerciale, premier adjoint au maire d'Alençon                        |
| 1940                                     |                  |                                            |                         | Les conseils d'arrondissement ont été suspendus par la loi du 12 octobre 1940 et n'ont jamais été réactivés |
| Les données manquantes sont à compléter. |                  |                                            |                         | |

## Composition

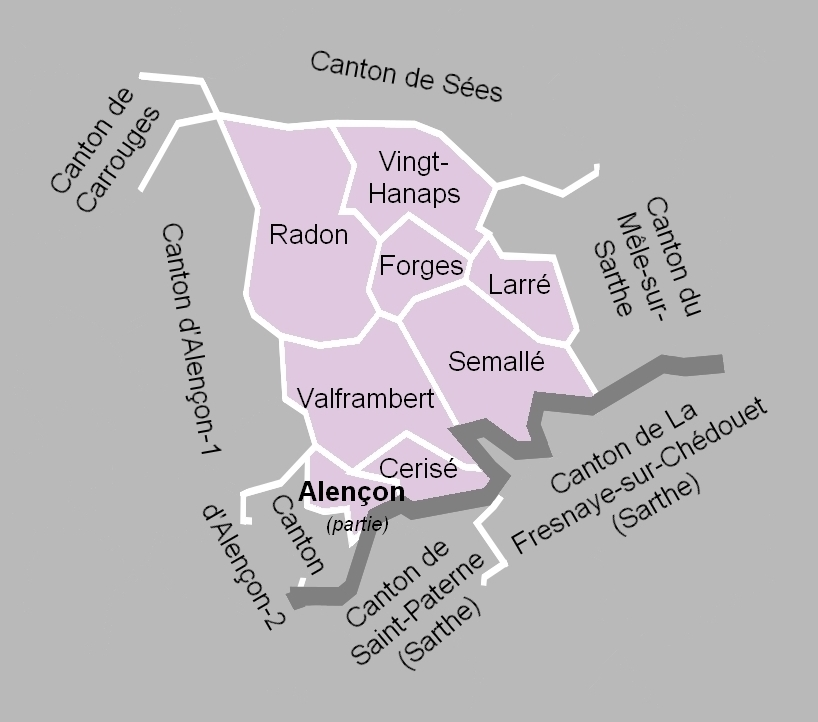
La carte des communes du canton. Les cantons limitrophes étaient ceux de Carrouges, de Sées, du Mêle-sur-Sarthe, de La Fresnaye-sur-Chédouet, de Saint-Paterne, d'Alençon-2 et d'Alençon-1.

Le canton d'Alençon-3 comptait 13 733 habitants en 2012 (population municipale) et regroupait huit communes :
- Alençon (fraction) ;
- Cerisé ;
- Forges ;
- Larré ;
- Radon ;
- Semallé ;
- Valframbert ;
- Vingt-Hanaps.

La portion d'Alençon incluse dans le canton était « déterminée à l'est par la Sarthe ; à l'ouest par la voie ferrée et par l'axe des voies ci-après : rue Cazault, cours Clemenceau, rue de l'Écusson, rue du Puits-au-Verrier, boulevard du 1er-Chasseur, rue d'Argentan et chemin départemental 26 ».
À la suite du redécoupage des cantons pour 2015, les communes de Forges, Larré, Radon, Semallé et Vingt-Hanaps sont rattachées au canton de Radon, la commune de Valframbert à celui de Damigny et la commune de Cerisé ainsi que la partie d'Alençon de ce canton à celui d'Alençon-1.

### Anciennes communes
Les anciennes communes suivantes étaient incluses dans le canton d'Alençon-3 :
- Feugerets, absorbée en 1820 par Vingt-Hanaps.
- Congé, partagée en 1839 entre Semallé et Valframbert.

## Démographie
| 1982 | 1990   | 1999   | 2006   | 2011   | 2012   |
| ---- | ------ | ------ | ------ | ------ | ------ |
| -    | 14 212 | 14 370 | 14 261 | 13 772 | 13 733 |